# Rakhuna
Rakhuna est une ville du Botswana.